# 佩夫納
49°50′37″N 28°6′39″E / 49.84361°N 28.11083°E
佩夫納（烏克蘭語：Певна），是烏克蘭北部的村莊，隸屬日托米爾州的別爾季切夫區。該村面積0.5平方公里，海拔高度283米，2001年人口48，人口密度每平方公里96.77人。